# Liste der Mitglieder des Landtags des Herzogtums Sachsen-Altenburg (1886–1888)
Diese Liste gibt einen Überblick über alle Mitglieder des Landtages des Herzogtums Sachsen-Altenburg von 1886 bis 1888.

## Allgemeines
Die Abgeordneten wurden gemäß dem Wahlgesetz vom 31. Mai 1870 bestimmt. Der Landtag bestand danach aus 30 direkt gewählten Abgeordneten: Neun Abgeordnete wurden von der Stadtbevölkerung, zwölf von der Landbevölkerung und neun von den Höchstbesteuerten gewählt. Das passive Wahlrecht hatte jeder steuerpflichtige männliche Staatsbürger, der das 25. Lebensjahr erreicht hat. Die Abgeordneten wurden für drei Jahre gewählt.

## Liste
| Name                                                             | Kurie            | Wahlbezirk      |                           | Beschreibung                              |
| ---------------------------------------------------------------- | ---------------- | --------------- | ------------------------- | ----------------------------------------- |
| Gustav Oßwald                                                    | Höchstbesteuerte | 1               | Altenburg                 | Oberbürgermeister                         |
| Hermann Donath                                                   | Höchstbesteuerte | 2               | Schmölln                  | Fabrikbesitzer, Kommerzienrat             |
| Arno Kröber                                                      | Höchstbesteuerte | 3               | Kauerndorf                | Rentier                                   |
| Julius Petzold                                                   | Höchstbesteuerte | 4               | Dippelsdorf               | Gutsbesitzer                              |
| Gustav Friedrich                                                 | Höchstbesteuerte | 5               | auf Weißbach bei Schmölln | Rittergutsbesitzer                        |
| Julius Stöhr                                                     | Höchstbesteuerte | 6               | Altenburg                 | Gutsbesitzer                              |
| Friedrich Kämpfe                                                 | Höchstbesteuerte | 7               | Eisenberg                 | Fabrikbesitzer                            |
| Franz Leyn                                                       | Höchstbesteuerte | 8               | Eisenberg                 | Rentier                                   |
| Alexander Wolfgang von Schwarzenfels genannt von Rothkirch-Trach | Höchstbesteuerte | 9               | auf Altenberga            | Rittergutsbesitzer, Kammerherr            |
| Otto Hase                                                        | Städte & Land    | 1, 1. Abteilung | Altenburg                 | Rechtsanwalt, Justizrat                   |
| Richard Burkhardt                                                | Städte & Land    | 1, 2. Abteilung | Altenburg                 | Mühlenbesitzer                            |
| Emil Friedrich                                                   | Städte & Land    | 1, 3. Abteilung | Posterstein               | Schumachermeister                         |
| Karl Hauschild                                                   | Städte & Land    | 2, 1. Abteilung | Ronneburg                 | Amtsgerichtsrat, Justizrat                |
| Arthur Herbst                                                    | Städte & Land    | 2, 2. Abteilung | Meuselwitz                | Fabrikant                                 |
| Johann Gottfried Hüttig                                          | Städte & Land    | 2, 3. Abteilung | Gößnitz                   | Zeugarbeiter                              |
| Johann Kühn                                                      | Städte & Land    | 3, 1. Abteilung | Garbisdorf                | Amtsvorsteher, Guts- und Gasthofsbesitzer |
| Mollo Kresse                                                     | Städte & Land    | 3, 2. Abteilung | Lehma                     | Amtsvorsteher, Gutsbesitzer               |
| Louis Helbig                                                     | Städte & Land    | 3, 3. Abteilung | Langenleuba-Niederhain    | Zimmermeister, Amtsvorsteher              |
| Jakob Mälzer                                                     | Städte & Land    | 4, 1. Abteilung | Drogen                    | Gutsbesitzer, Amtsvorsteher               |
| Jacob Kahnt                                                      | Städte & Land    | 4, 2. Abteilung | Vollmershain              | Amtsvorsteher, Gutsbesitzer               |
| Karl Rother                                                      | Städte & Land    | 4, 3. Abteilung | Gessen                    | Gutsbesitzer, Amtsvorsteher               |
| Edmund Billing                                                   | Städte & Land    | 5, 1. Abteilung | Eisenberg                 | Amtsgerichtsrat                           |
| Moritz Kretschmann                                               | Städte & Land    | 5, 2. Abteilung | Eisenberg                 | Fabrikbesitzer                            |
| Julius Herrmann                                                  | Städte & Land    | 5, 3. Abteilung | Kahla                     | Rektor                                    |
| Ernst Baumgärtel                                                 | Städte & Land    | 6, 1. Abteilung | Reichardtsdorf            | Amtsvorsteher                             |
| Louis Köhler                                                     | Städte & Land    | 6, 2. Abteilung | Weißbach bei Roda         | Mühlenbesitzer, Amtsvorsteher             |
| Karl Opel                                                        | Städte & Land    | 6, 3. Abteilung | Hermsdorf                 | Gemeindevorsteher, Holzhändler            |
| Gustav Müller                                                    | Städte & Land    | 7, 1. Abteilung | Mötzelbach                | Gutsbesitzer                              |
| Konrad Ludwig Gerstenbergk                                       | Städte & Land    | 7, 2. Abteilung | Roda                      | Landrat, Geheimer Regierungsrat           |
| Karl Kärcher                                                     | Städte & Land    | 7, 3. Abteilung | Löbschütz                 | Zimmermeister                             |